# دیوید کی
دیوید کی (به انگلیسی: David Kaye) گزارشگر ویژه کنونی سازمان ملل متحد در زمینه حمایت و ترویج حق آزادی بیان و عقیده است. وی این سمت را از اوت ۲۰۱۴ بر عهده دارد. وی استاد بالینی حقوق در دانشگاه کالیفرنیا، ارواین است.در ژوئیه ۲۰۲۰ ایرنه خان جانشین او شد.

## اوایل زندگی و حرفه
کی اوایل زندگی خود در دهه ۱۹۷۰ و ۸۰ را در کانهو ولی واقع در شمال غربی لس آنجلس سپری کرد. او دانش‌آموز دبیرستان وست‌لیک بود، هنگامی که وی در کلاس سوم درس می‌خواند، به مهاجرانی که مورد آزار و اذیت و شکنجه فرار می‌گرفتند علاقه‌مند بود. وی تحصیلات خود را در مقطع لیسانس در دانشگاه کالیفرنیا، برکلی گذراند و پس از دانشکده حقوق، کی در وزارت امور خارجه با سمت ویژه‌ای که پرداختن به اختلافات بین ایالات متحده و ایران بود استخدام گردید. با گذشت زمان، او به مسائل مربوط به عدم اشاعه هسته ای و بعداً به حقوق بشردوستانه بین‌المللی پرداخت.
از سال ۱۹۹۵ تا ۲۰۰۵، کی در دفتر مشاور حقوقی وزارت امور خارجه به خدمت پرداخت، وی مسئولیت مسائلی از جمله حقوق بشر، حقوق بشردوستانه بین‌المللی، استفاده از زور، سازمان‌های بین‌المللی و قوانین روابط خارجی ایالات متحده را برعهده داشت. در این مدت کی همچنین مشاور حقوقی سفارت آمریکا در لاهه بود.
پس از انتصاب او به عنوان گزارشگر ویژه سازمان ملل، کی مدیر اجرایی مؤسس برنامه حقوق بشر بین‌المللی دانشکده حقوق یوسی‌ال ای شد، کی در کنار تدریس در زمینه حقوق بین‌الملل حقوق بشر، کلینیک عدالت بین‌المللی را مدیریت کرد. کی همچنین یک نویسنده مهمان برای امنیت الان می‌باشد.